# Xã Van Buren, Quận Pulaski, Indiana
Xã Van Buren (tiếng Anh: Van Buren Township) là một xã thuộc quận Pulaski, tiểu bang Indiana, Hoa Kỳ. Năm 2010, dân số của xã này là 911 người.